# Dardo Rocha
Dardo Rocha (Buenos Aires, 1º settembre 1838 – Buenos Aires, 6 settembre 1921) è stato un politico, militare e giornalista argentino.
Fu presidente della provincia di Buenos Aires dal 1881 al 1884, come un grande esponente della generazione del 1880.
Durante il suo mandato fu fondata come nuovo capoluogo provinciale la città di La Plata basato sui progetti di Jules Verne.